# Aeropuerto de La Chorrera
Aeropuerto de La Chorrera (IATA: LCR) aeropuerto de carácter regional el cual le brinda servicio a La Chorrera (Amazonas) en Colombia.

## Destinos
- Satena
  - San Jose-Guaviare / Aeropuerto Jorge Enrique Gonzalez
  - Leticia / Aeropuerto Internacional Alfredo Vásquez Cobo

## Accidentes
El 15 de agosto de 2019 un avión Douglas DC-3 con matrícula HK-2820 perteneciente a la aerolínea Aliansa excursionó fuera de la pista durante un aterrizaje. La aeronave presentó daños en los motores y el tren de aterrizaje pero ninguno de los 19 pasajeros o los tripulantes sufrieron heridas. La aeronave se encontraba cubriendo la ruta Araracuara (Caquetá) - La Chorrera.